# Hipersensibilidad electromagnética
La hipersensibilidad electromagnética (HSE) o electrohipersensibilidad es una aparente sensibilidad a los campos electromagnéticos, a la que se atribuyen síntomas negativos. La HSE no tiene base científica y carece de diagnóstico médico reconocido. Las quejas se caracterizan por una «variedad de síntomas no específicos, que las personas afectadas atribuyen a la exposición a campos electromagnéticos».
Aquellos que se diagnostican a sí mismos con HSE informan reacciones adversas a los campos electromagnéticos en intensidades muy por debajo de los niveles máximos permitidos por las normas internacionales de seguridad radiológica. Las pruebas de provocación han encontrado que dichos pacientes no pueden distinguir entre exposición y no exposición a campos electromagnéticos. Una revisión sistemática de la investigación médica del 2011 no encontró evidencia científica convincente de que los síntomas fueran causados por campos electromagnéticos. Desde entonces, varios experimentos doble ciego han demostrado que las personas que reportan hipersensibilidad electromagnética son incapaces de detectar la presencia de campos electromagnéticos y tienen la misma probabilidad de reportar problemas de salud después de una exposición simulada como después de la exposición a campos electromagnéticos genuinos, lo que sugiere que la causa en estos casos es el efecto nocebo.
A partir de 2005, la OMS recomendó que se evaluaran las quejas sobre la HSE para determinar si una persona que afirma estar afectada por ésta tiene una condición médica que puede estar causando los síntomas que la persona atribuye a la HSE, para determinar si tiene una condición psicológica, y para evaluar su entorno en búsqueda de problemas como la contaminación del aire o el ruido que puedan estar causando problemas.  La terapia cognitivoconductual puede ser útil para controlar la afección.
Algunas personas que manifiestan que son sensibles a los campos electromagnéticos pueden tratar de reducir su exposición a éstos o usar medicina alternativa. Agencias gubernamentales de Estados Unidos y del Reino Unido han levantado reclamos sobre publicidad falsa o engañosa contra compañías que venden dispositivos para protegerse contra la radiación electromagnética.

## Signos clínicos y sintomatología
No hay signos clínicos específicos asociados con las dolencias de hipersensibilidad electromagnética, y los síntomas informados varían ampliamente entre individuos. Estos últimos incluyen: dolor de cabeza, fatiga, estrés, trastornos del sueño, picazón en la piel, sensación de ardor, erupciones cutáneas, dolor muscular y muchos otros problemas de salud. En casos severos, estos síntomas pueden ser un problema real y, a veces, incapacitante para la persona afectada, causando angustia psicológica. No obstante, no existe una base científica para vincular tales síntomas con la exposición a campos electromagnéticos.
La frecuencia de algunos síntomas informados depende de la geografía o de la cultura y no implican «una relación causal entre los síntomas y la exposición atribuida».  Muchos de estos síntomas informados se superponen con otros síndromes conocidos como afecciones basadas en síntomas, tales como: el trastorno de somatización y la Intolerancia Ambiental Idiopática (IAI).
Aquellos que reportan hipersensibilidad electromagnética, por lo general, describirán diferentes niveles de susceptibilidad a campos eléctricos, campos magnéticos y varias frecuencias de ondas electromagnéticas. Los dispositivos implicados incluyen luces fluorescentes y de bajo consumo, teléfonos móviles, teléfonos inalámbricos o portátiles y Wifi. Una encuesta de 2001 encontró que las personas que se autodiagnosticaban HSE relacionaban sus síntomas con mayor frecuencia con los sitios celulares (74 %), seguidos de los teléfonos móviles (36 %), los teléfonos inalámbricos (29 %) y las líneas eléctricas (27 %). Las encuestas a personas con hipersensibilidad electromagnética no han podido encontrar ningún patrón consistente en estos síntomas.

## Causas
La mayoría de los estudios doble ciego de las pruebas de provocación consciente no han podido mostrar una correlación entre la exposición y los síntomas, lo que lleva a sugerir que los mecanismos psicológicos desempeñan una función en la causa o la exacerbación de los síntomas de hipersensibilidad electromagnética. En 2010, Rubin et al. publicó un seguimiento de su revisión de 2005, elevando los totales a 46 experimentos doble ciego y 1 175 personas con hipersensibilidad autodiagnosticada. Ambas revisiones no encontraron pruebas sólidas para respaldar la hipótesis de que la exposición electromagnética causa EHS, al igual que otros estudios. También concluyeron que los estudios respaldaron la función del efecto nocebo en el desencadenamiento de síntomas agudos en personas con HSE.

## Diagnóstico
La hipersensibilidad electromagnética no es un diagnóstico aceptado; médicamente no existe una definición de caso ni una guía de práctica clínica y no existe una prueba específica para identificarlo, ni existe una definición consensuada con la que realizar investigación clínica.
Las quejas de hipersensibilidad electromagnética pueden enmascarar enfermedades orgánicas o psiquiátricas: en un modelo psicológico reciente de trastorno mental,  el físico francés Sébastien Point propuso considerarlo como una fobia específica. El diagnóstico de esas condiciones subyacentes implica investigar e identificar posibles causas médicas conocidas de cualquier síntoma observado. Puede requerir tanto una evaluación médica exhaustiva para identificar y tratar cualquier condición específica que pueda ser responsable de los síntomas; como una evaluación psicológica para identificar condiciones psiquiátricas o psicológicas alternativas que puedan ser responsables o contribuir a los síntomas.
Los síntomas también pueden surgir al imaginar que la exposición está causando daño, un ejemplo del efecto nocebo. Los estudios han demostrado que los informes de síntomas están más estrechamente asociados con la creencia de que el sujeto está expuesto que con cualquier exposición real.

## Frecuencia
En 1997, antes de la tecnología Wifi , Bluetooth y la telefonía móvil 3G, un grupo de científicos intentó estimar el número de personas que reportaban «síntomas subjetivos» de campos electromagnéticos para la Comisión Europea. Estimaron que la sensibilidad electromagnética se producía en «menos de unos pocos casos por millón de habitantes» (según los centros de medicina laboral del Reino Unido, Italia y Francia) o hasta «unas pocas décimas por ciento de la población» (basado en grupos de autoayuda en Dinamarca, Irlanda y Suecia).
Algunos estudios sugieren que no hay evidencia consistente que respalde la relación causal entre la exposición a campos electromagnéticos de bajo nivel y los síntomas de la EHS. Sin embargo, hay investigaciones que indican que algunas personas pueden experimentar síntomas reales, aunque los mecanismos subyacentes aún no estén completamente comprendidos. 
Al no ser una enfermedad diagnosticable no es posible evaluar su prevalencia, y los únicos datos provienen de encuestas y se refieren a personas autodiagnosticadas. En el 2002, una encuesta realizada en California, EE. UU. a 2 072 personas arrojó un resultado de un 3 % (95 % IC 2,8-3.68 %), con la hipersensibilidad electromagnética definida como «ser alérgico o muy sensible a estar cerca de aparatos eléctricos, ordenadores y líneas de alta tensión» (tasa de respuesta 58.3 %). Muchos de estos síntomas informados se superponen con otros síndromes conocidos como afecciones basadas en síntomas, trastorno de somatización e intolerancia ambiental idiopática (IEI).
Una encuesta realizada en Suiza en el año 2004 identificó una prevalencia del 5 % de autodiagnóstico de hipersensibilidad electromagnética en una muestra de 2 048 personas.
En el 2005, la Agencia para la Protección de la Salud del Reino Unido revisó éste y varios otros estudios en búsqueda de cifras de prevalencia y concluyó que «las diferencias en la prevalencia se debieron, al menos en parte, a las diferencias en la información disponible y la atención de los medios en torno a la hipersensibilidad electromagnética que existe en diferentes países» y que «otros países han expresado puntos de vista similares». Los autores señalaron que la mayoría de los estudios se centraron en monitores de computadora, por lo que «los hallazgos no se pueden aplicar por completo» a otras formas de exposición a los CEM, como las ondas de radio de los teléfonos móviles o estaciones base.
En el 2007, una encuesta del Reino Unido dirigida a un grupo seleccionado al azar de 20 000 personas encontró una prevalencia del 4 % de síntomas atribuidos por el paciente a la exposición electromagnética.
En una encuesta similar del mismo año en la Provincia de Estocolmo, Suecia, se estableció una prevalencia del 1.5 % de hipersensibilidad electromagnética autodiagnosticada en la muestra, definiendo la hipersensibilidad electromagnética como «hipersensibilidad o alergia al campo eléctrico o magnético» (tasa de respuesta 73 %).
Un estudio del 2013 que utilizó encuestas telefónicas en Taiwán concluyó que las tasas de IAI-CEM estaban disminuyendo dentro del país, a pesar de las expectativas anteriores el aumento en la prevalencia a medida que los dispositivos electrónicos sería general. Las tasas descendieron del 13 % en 2007 al 5 % en 2013. El estudio también se refirió a caídas aparentes en los Países Bajos, del 7 % en 2009 al 4 % en el 2011; y en Alemania, del 10 % en el 2009  al 7 % en 2013. Se cree que más mujeres son electromagnéticamente hipersensibles que hombres.
En el 2021, el físico Sébastien Point señaló que la prevalencia de la electrohipersensibilidad es similar a la prevalencia de las fobias específicas, así como la proporción de género (dos mujeres electrohipersensibles o fóbicas por un hombre electrohipersensible o fóbico), lo que, según él, refuerza la hipótesis de que la electrohipersensibilidad es una nueva fobia específica.

## Manejo
Cualquiera que sea la causa de los síntomas atribuidos a la hipersensibilidad electromagnética, puede ser una condición debilitante que se beneficia del tratamiento o manejo.  La terapia cognitivoconductual ha mostrado cierto éxito ayudando a las personas a sobrellevar la afección.
A partir de 2005, la OMS recomendó que las personas que presentan quejas de EHS sean evaluadas para determinar si tienen una afección médica que pueda estar causando los síntomas que la persona atribuye a EHS, que se sometan a una evaluación psicológica y que se evalúe el entorno de la persona para problemas como la contaminación del aire o el ruido que pueden estar causando problemas.
Se comercializa una variedad de dispositivos pseudocientíficos para quienes temen que los campos electromagnéticos los dañen. La Comisión Federal de Comercio de EE. UU. ha advertido sobre estafas que involucran la venta de productos que supuestamente protegen contra la radiación de los teléfonos celulares. En el Reino Unido, Normas de comercio (Trading Standards) identificó un producto llamado 5GBioShield como un dispositivo «fraudulento». Sus fabricantes afirmaron que podría mitigar los daños de la radiación del teléfono, sin embargo, las autoridades británicas determinaron que el dispositivo era simplemente una unidad USB.
Aquellos que experimentan hipersensibilidad electromagnética a menudo recurren a estrategias para reducir su exposición a campos electromagnéticos, especialmente provenientes de tecnologías Wi-Fi. Estas estrategias pueden incluir el uso de conexiones por cable en lugar de Wi-Fi, la instalación de protectores de radiación, y la elección de dispositivos con menor emisión de radiación.
La consulta con profesionales de la salud es crucial para abordar los síntomas específicos, y estrategias como mantener un estilo de vida saludable, buscar apoyo psicológico y fomentar la conciencia sobre la EHS también pueden ser beneficiosas. Sin embargo, es importante tener en cuenta que la EHS no está universalmente reconocida, y se requiere más investigación para comprender completamente su naturaleza y manejo. 

## Sociedad y cultura
En el 2010, un operador de torre celular en Sudáfrica reveló en una reunión pública que la torre a la que los residentes cercanos culpaban por sus síntomas actuales de hipersensibilidad electromagnética había estado apagada durante seis semanas antes de la reunión, por lo que es muy poco probable que sea la causa de los síntomas de HSE.
En febrero de 2014, la Autoridad de Normas de Publicidad del Reino Unido descubrió que las afirmaciones de daño por radiación electromagnética, realizadas en un anuncio de producto, no tenían fundamento y eran engañosas.
Las personas han presentado demandas para tratar de ganar compensaciones económicas debido a los daños reclamados por la radiación electromagnética. En el 2012, un juez de Nuevo México, EE. UU. desestimó una demanda en la cual una persona demandó a su vecino, alegando haber sido dañado por la radiación electromagnética de los teléfonos inalámbricos, reguladores de intensidad, cargadores, Wifi y otros dispositivos de su vecino. El demandante trajo el testimonio de su médico, quien también creía que ella tenía HSE, y a una persona que se representó a sí mismo como neurotoxicólogo; el juez no encontró creíble ninguno de sus testimonios. En el 2015, los padres de un niño inscrito en una escuela de Southborough, Massachusetts, EE. UU., denunciaron que el Wifi de la escuela estaba enfermando al niño.
En noviembre de 2015, una adolescente deprimida se suicidó en Inglaterra. Este acto fue atribuido a la HSE por sus padres y retomado por los tabloides y los defensores de HSE.
La posición pública del Comité Científico sobre Riesgos para la Salud Emergentes y Recientemente Identificados (SCENIHR, por sus siglas en inglés) de la UE ante la Comisión Europea es que «los nuevos estudios mejorados sobre la asociación entre los campos de radiofrecuencia de los transmisores de radiodifusión y el cáncer infantil brindan evidencia en contra de tal asociación». Sin embargo, «todavía faltan datos sobre los efectos en la salud de los campos de frecuencia intermedia utilizados, por ejemplo, en detectores de metales o dispositivos antirrobo en tiendas». El SCENIHR pidió que se continúe con la investigación.
Algunas personas que sienten que son sensibles a los campos electromagnéticos se autotratan tratando de reducir su exposición a las fuentes electromagnéticas evitando las fuentes de exposición, desconectando o quitando los dispositivos eléctricos, blindando o poniendo pantallas a sí mismos o a su residencia; y recurriendo a la medicina alternativa. En Suecia, algunos municipios otorgan subvenciones por discapacidad a las personas que afirman tener HSE para que se realicen trabajos de reducción a la exposición electromagnética en sus hogares, aunque la autoridad de salud pública no reconoce a la HSE como una condición médica real; las ciudades de Halland no proporcionan dichos fondos y esta decisión fue impugnada y confirmada en los tribunales.
La Zona Nacional Silenciosa de Radiofrecuencias de los Estados Unidos es un área donde las señales inalámbricas están restringidas con fines de investigación científica, y algunas personas que creen que tienen EHS se han mudado allí en busca de alivio.
Gro Harlem Brundtland, ex primera ministra de Noruega y directora general de la Organización Mundial de la Salud, afirma tener HSE. En 2015, dijo que había sido sensible durante 25 años.
La serie dramática de televisión Better Call Saul, presenta al personaje Chuck McGill que experimenta HSE.
El documental de 2022 Electric Malady examina la vida de un hombre sueco llamado William que afirma tener HSE.